# San Giacomo (Trieste)
Il rione di San Giacomo a Trieste è uno degli storici quartieri facenti parte della V circoscrizione del comune di Trieste, assieme ai quartieri di Barriera vecchia e Santa Maria Maddalena Superiore. Nella piazza, nominata Campo San Giacomo, si trova l'omonima chiesa, edificata tra il 1851 e il 1854 e consacrata il 25 luglio dello stesso anno dal vescovo di Trieste. Il quartiere di San Giacomo è altamente popolato rispetto ad altri rioni della città, la V circoscrizione è infatti la più popolosa di Trieste ospitando all'incirca un quarto dei suoi abitanti.
Il rione si trova in vicinanza del centro, confinando (oltre che con i rioni della stessa circoscrizione) con i rioni di San Vito e Città vecchia.
Il quartiere è altamente fornito di ogni servizio, sono presenti numerosi bar, osterie, supermercati, negozi di diverso genere, ristoranti, scuole e attività ricreative. A San Giacomo si trova anche l'ultimo lavatoio di Trieste rimasto ancora in piedi. All'interno del lavatoio di San Giacomo si può visitare una mostra storica permanente che racconta il lavoro delle lavandaie. Inoltre, la struttura funge pure la funzione di luogo di aggregazione fruibile in forma gratuita dalle associazioni culturali, ospitando numerosi eventi rivolti alla cittadinanza.

## Curiosità
- Le Cooperative Operaie di Trieste Istria e Friuli hanno aperto il primo negozio nel 1903 in via dell'Istria (angolo di via dei Montecchi), nel quartiere di San Giacomo.
- Il quartiere ha ospitato in passato numerosi cinema (Marconi, Ideale, Moderno) l'ultimo dei quali, chiuso nel 1984[4].
- Nel quartiere è presente un'alta concentrazione di cittadini di origine straniera, prevalentemente dell'est Europa.[senza fonte]